# 甘木アーケード商店街
甘木アーケード商店街（あまきアーケードしょうてんがい）は、福岡県朝倉市甘木にある商店街であり、本通り商店街・サンタウン商店街・一番街商店街で構成されている。

## 構成

### 本通り商店街
アーケードの西側が本通り商店街であり、3商店街の中では最も規模が大きい。
- 長さ：250m
- 幅員：6～7m
- 売り場面積：6,425m2
- 店舗数：41店

### サンタウン商店街
アーケードの東側がサンタウン商店街である。
- 長さ：100m
- 幅員：5～7m
- 売り場面積：874m2
- 店舗数：15店

### 一番街商店街
本通りと国道386号（商店街入り口交差点）との間に延びるのが一番街商店街である。また、商店街を抜けて、国道を挟んだところに甘木バスセンターがある。3商店街の中では最も規模が小さい。
- 長さ：74m
- 幅員：4m
- 売り場面積：317m2
- 店舗数：13店

## 周辺施設
- 甘木郵便局
- 甘木朝倉商工会議所
- 福岡県立朝倉高等学校
- 甘木小学校
- 甘木バスセンター